# 剩磁

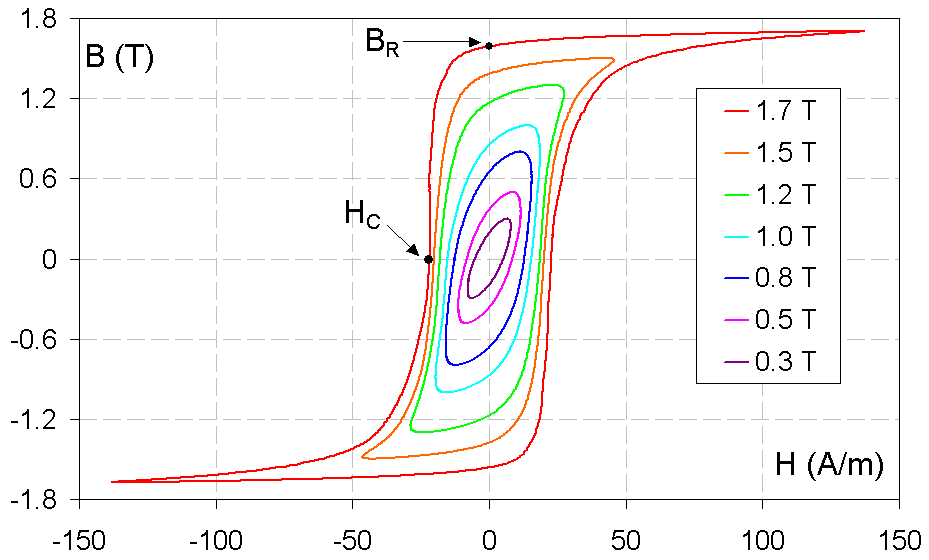
一組電磁鋼的磁滯曲線，其中B_{R}為剩磁，H_{C}為矯頑力

剩磁（Remanence）符号為Br，是指磁体经磁化至饱和以后，撤去外磁场，在原来外磁场方向上仍能保持一定的磁化强度。剩磁的极限值为饱和磁化强度。永磁材料的剩磁主要受材料中各个晶粒取向和磁畴结构的影响。
用剩磁可以量測磁化的程度，當磁鐵被磁化後，就有剩磁。磁儲存設備就是利用剩磁來記錄資料，在古地磁學研究地球磁場時，剩磁也可以提供許多的資訊。
在磁鐵以外的工程應用時，剩磁也會稱為剩余磁化（residual magnetization）。像變壓器、馬達及發電機及電磁鋼一般不希望有太大的剩磁，因為剩磁會帶來不想要的結果，例如電磁鐵若有剩磁，在線圈不導通時仍然會有磁性。剩磁可以利用退磁的方式去除。
剩磁在國際單位制的單位為特斯拉（T），CGS高斯單位制下的單位為高斯（G），1T = 10000G。

## 剩磁的分類

### 飽和剩磁
剩磁的定義是在施加磁場後（需大到可以產生磁飽和）後將磁場移除，剩留的磁化强度。可以用像振动样品磁强计之類的設備量測磁滯曲線，磁場為0的點即為剩磁。在物理上剩磁會轉換為平均的磁化強度（磁矩除以總體積），用Mr來表示。若需要和其他的剩磁區分，這種剩磁會稱為飽和剩磁（saturation remanence）或饱和等温剩磁（saturation isothermal remanence，SIRM），符號為Mrs。
在工程應用中會用B-H分析儀量測剩磁，B-H分析儀是量測在交流磁場下的響應。剩磁是永久磁鐵最重要的特性，表示永久磁鐵可以產生的最大磁化強度。例如釹磁鐵的剩磁約有1.3特斯拉。

### 等溫剩磁
一個剩磁的數據多半無法完全表示磁鐵的特性。例如磁帶中有許多的小磁粒子（參見磁儲存），這些粒子不完全相同。岩石中的磁石也有不同的磁特性（參見岩石磁性）。要進一步的了解其特性，可以將剩磁增加或減少一些，一種方式是先用交流磁場將磁鐵退磁，再施加磁場H後再移除。這種剩磁用Mr(H)表示，和磁場大小有關，稱初始剩磁（initial remanence）或等溫剩磁（isothermal remanent magnetization，簡稱IRM）。
另一種等溫剩磁的量測方式是先將磁鐵在一方向磁飽和，再在反方向加磁場再移除。這稱為退磁剩磁（demagnetization remanence，DC demagnetization remanence），以Md(H)表示，其中H為磁場的大小。另一種方式是將磁飽和的磁鐵在交流磁場中退磁，稱為交流退磁剩磁（AC demagnetization remanence, alternating field demagnetization remanenc），用符號Maf(H)表示。
若其中的粒子是不互相影響的單磁域粒子，且有单轴各向异性，上述的剩磁之間會有簡單的線性關係。

## 非磁滯剩磁
另一種實驗室常見的剩磁是非磁滯剩磁（anhysteretic remanent magnetization, ARM），是將磁鐵放在一個大的交流磁場中再加一個小的直流磁場。交流磁場的大小慢慢減小，最後降到零，可以得到非磁滯磁化密度（anhysteretic magnetization），再將磁場移除即得到剩磁。非磁滯剩磁的曲線多半接近磁滯曲線兩側的平均值，且在一些模型中假設可以代表特定磁場的最低能量狀態。非磁滯剩磁也類似一些磁記錄技術下的寫入過程，以及岩石中的自然剩磁。

## 腳註
1. 1 2  Chikazumi 1997
2. ↑  嚴格來說，它還會受地球地磁的影響，不過對永久磁鐵的影響不大
3. 1 2  Wohlfarth 1958
4. ↑  McCurrie & Gaunt 1966
5. ↑  Néel 1955
6. ↑  Pfeiffer 1990
7. ↑  Bozorth 1951
8. ↑  Jiles & Atherton 1986
9. ↑  Jaep 1969
10. ↑  Banerjee & Mellema 1974

## 外部連結
- Coercivity and Remanence in Permanent Magnets （页面存档备份，存于）
- Magnet Man （页面存档备份，存于）